# Яблонное (городской округ Семёновский)
Я́блонное — деревня в городском округе Семёновский Нижегородской области России.

## География
Деревня находится на правом берегу реки Линда, на расстоянии 14 км к западу от города Семёнов, административного центра округа, и 54 км к северо-востоку от города Нижний Новгород, административного центра области.

### Часовой пояс
Деревня Яблонное, как и вся Нижегородская область, находится в часовой зоне МСК (московское время). Смещение применяемого времени относительно UTC составляет +3:00.

## Население
| 2002 | 2010 |
| ---- | ---- |
| 2    | ↘0   |